# Кубок Фарерских островов по футболу 2013
Кубок Фарерских островов по футболу 2013 года (фар. Løgmanssteypið 2013) — 59-й розыгрыш Кубка Фарерских островов по футболу.

## Предварительный раунд
| Дата      | Хозяева           | Счёт | Гости       |
| --------- | ----------------- | ---- | ----------- |
| 30.3.2013 | Ундрид ФФ         | 5:1  | Ройн        |
| 30.3.2013 | ФФ Гиза/ФК Хойвик | 2:0  | МБ Мидвагур |

## Первый раунд
| Дата      | Хозяева           | Счёт | Гости         |
| --------- | ----------------- | ---- | ------------- |
| 13.4.2013 | ФФ Гиза/ФК Хойвик | 1:9  | ЭБ/Стреймур   |
| 14.4.2013 | Судурой           | 2:1  | Ундрид ФФ     |
| 14.4.2013 | Б-36 Торсхавн     | 1:2  | Викингур Гота |
| 14.4.2013 | АБ Аргир          | 1:2  | Фуглафьёрдур  |
| 14.4.2013 | НСИ Рунавик       | 2:0  | Твёройри      |
| 14.4.2013 | Скала             | 2:1  | 07 Вестур     |
| 14.4.2013 | Б-68 Тофтир       | 0:3  | КИ Клаксвик   |
| 14.4.2013 | Б-71 Сандой       | 1:5  | ХБ Торсхавн   |

## 1/4 финала
| Дата     | Хозяева       | Счёт              | Гости        |
| -------- | ------------- | ----------------- | ------------ |
| 5.5.2013 | ХБ Торсхавн   | 0:0 (по пен. 3:5) | ЭБ/Стреймур  |
| 5.5.2013 | Скала         | 0:3               | НСИ Рунавик  |
| 5.5.2013 | КИ Клаксвик   | 1:0               | Фуглафьёрдур |
| 5.5.2013 | Викингур Гота | 4:1               | Судурой      |

## 1/2 финала
| Первый матч | Второй матч | Хозяева       | Счёт 1 матча | Счёт 2 матча | Гости       |
| ----------- | ----------- | ------------- | ------------ | ------------ | ----------- |
| 29.5.2013   | 7.8.2013    | КИ Клаксвик   | 1:1          | 1:2          | ЭБ/Стреймур |
| 29.5.2013   | 7.8.2013    | Викингур Гота | 3:2          | 1:1          | НСИ Рунавик |

## Финал
| Дата      | Хозяева     | Счёт | Гости         |
| --------- | ----------- | ---- | ------------- |
| 24.8.2013 | ЭБ/Стреймур | 2:3  | Викингур Гота |

| Обладатель Кубка Фарерских островов 2013 |
| ---------------------------------------- |
| Викингур Гота в 3-й раз                  |